# Şifanur Gül

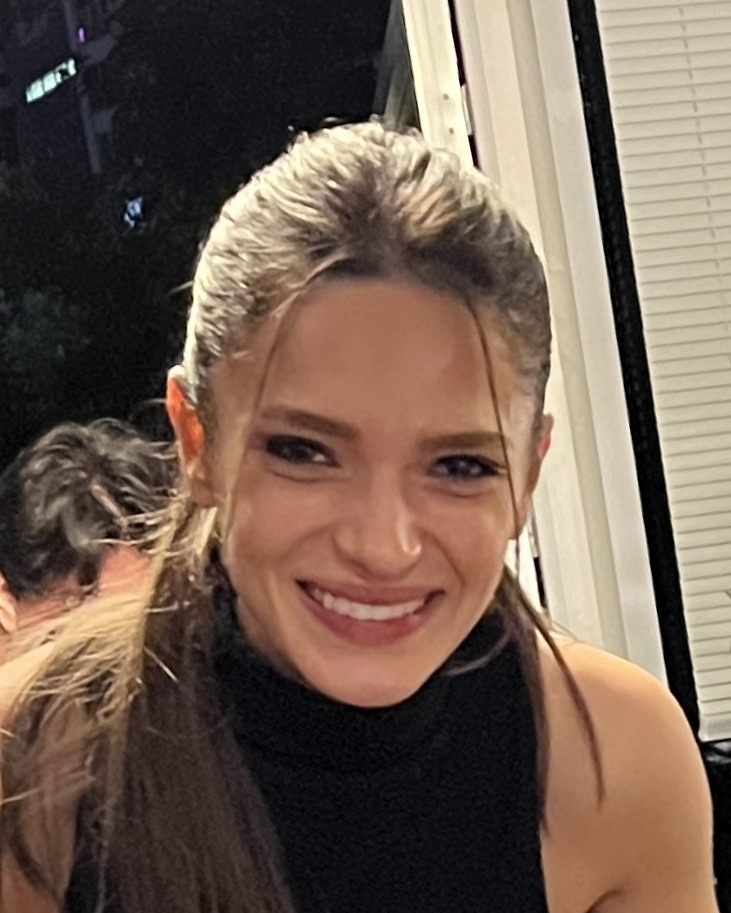
Şifanur Gül, 2023

Şifanur Gül (* 27. November 1997 in Ankara) ist eine türkische Schauspielerin.

## Biografie
Şifanur Gül wurde am 27. November 1997 in Ankara geboren. Sie studierte an der Universität Ankara. Ihr Debüt gab sie 2019 in der Fernsehserie Sevdi Seni Bir Kere.
Anschließend trat sie 2020 in Uyanış: Büyük Selçuklu auf. Von 2020 bis 2021 wurde sie für die Serie Benim Adım Melek gecastet. 2021 war Gül in Cam Tavanlar zu sehen.
Im selben Jahr bekam sie eine Rolle in Kırmızı Oda. Zwischen 2022 und 2023 setzte sie ihre Karriere in Hayatımın Şansı fort. 2023 spielte Gül in der Netflixserie Der Schneider die Hauptrolle.

## Filmografie
Serien
- 2019: Sevdi Seni Bir Kere
- 2020: Uyanış: Büyük Selçuklu
- 2020–2021: Benim Adım Melek
- 2021: Cam Tavanlar
- 2021: Kırmızı Oda
- 2022: Der Vogel und die Löwin
- 2022–2023: Hayatımın Şansı
- 2023: Akif
- 2023: Der Schneider